# Gimme! Gimme! Gimme! (A Man After Midnight)
"Gimme! Gimme! Gimme! (A Man After Midnight)" é uma canção da banda sueca ABBA. Foi gravada em agosto de 1979, a fim de ajudar a promover sua turnê norte-americana e européia daquele ano, e foi lançada no álbum Greatest Hits Vol. 2, uma coletânea de grandes sucessos do grupo.

## História
"Gimme! Gimme! Gimme! (A Man After Midnight)" foi escrita e composta por Benny Andersson e Björn Ulvaeus, com o vocal principal cantado por Agnetha Fältskog. Fältskog, como narradora, tece a imagem de uma jovem solitária que anseia por um relacionamento romântico e vê sua solidão como uma escuridão proibitiva da noite, chegando a fazer paralelos de como os finais felizes das estrelas de cinema são tão diferentes de sua própria existência. O arranjo da melodia da música foi tocado em um sintetizador ARP Odyssey.
A música foi gravada no Polar Music Studios em Estocolmo, Suécia, em agosto de 1979, e estava pronta para lançamento em outubro daquele ano, em conjunto com a turnê do grupo na América do Norte e Europa.
Originalmente, o ABBA havia gravado outra música, "Rubber Ball Man", que foi planejada como single. Apresentava o típico "arranjo ABBA" com Fältskog e Anni-Frid Lyngstad nos vocais principais e no uso de cordas clássicas. Essa música também foi tocada pelo grupo durante os ensaios para sua turnê em 1979 como "Under My Sun". No entanto, o grupo achou que "Gimme! Gimme! Gimme!", seria uma escolha melhor e, portanto, "Rubber Ball Man" permaneceu apenas como uma demo.

## Versão original
A versão original desta música tem 4:48 de duração, mas foi lançada nos Estados Unidos e no Canadá em um formato editado, com apenas 3:36 de duração. Isso foi feito removendo a primeira metade do instrumental de abertura, os quatro primeiros dos oito compassos da ponte instrumental entre o segundo e o refrão final, e deixando a música mais curta. Acredita-se que a edição foi feita pela Atlantic Records, gravadora norte-americana do ABBA e não pela Polar, daí a razão pela qual estava disponível apenas nos EUA e no Canadá. Esta versão nunca apareceu em nenhum CD comercial lançado pela Polar/Universal Music até o momento e junto com a edição promocional de Chiquitita, marcou a única vez que a Atlantic lançou comercialmente uma versão editada de um single do ABBA, enquanto detentora dos direitos das canções da banda nos Estados Unidos.

### Versão em espanhol
"Dame! ¡Dame! ¡Dame!" é a versão em espanhol da música que foi lançada como um single para promover o álbum Gracias por la música na América Latina e em outros países de língua espanhola.

## Recepção e legado
"Gimme! Gimme! Gimme! (A Man After Midnight)" foi outra música de grande sucesso do grupo ABBA. Atingiu 1° na Bélgica, Finlândia, França, Irlanda e Suíça, alcançando o Top 3 na Áustria, Alemanha, Reino Unido, Holanda e Noruega. Também provou ser a música de maior sucesso do ABBA no Japão, atingindo o número 17°.
Em 2005, os acordes da canção foram usados por Madonna em seu hit mundial, "Hung Up". Madonna recebeu autorização para a utilização de amostras da faixa de Benny Andersson e Björn Ulvaeus. Em uma entrevista para a revista Attitude, ela disse que enviou uma carta para os compositores da banda, Andersson e Ulvaeus, que raramente autorizam o uso de suas músicas por outras bandas, e teve que "implorar" para usar a canção do grupo, em seu novo single.
Foi também o primeiro single lançado da trilha sonora da versão cinematográfica de 2008 de Mamma Mia! pela atriz Amanda Seyfried. Ao contrário da versão original, Seyfried canta a música completa como uma performance solo, e também faz o mesmo em um videoclipe para promover o single e o filme.
Cher gravou a música em seu álbum Dancing Queen, lançado em 28 de setembro de 2018. A versão é o single principal do álbum. O videoclipe que acompanha "Gimme! Gimme! Gimme! (A Man After Midnight)" estreou em seu canal oficial no YouTube em 9 de agosto de 2018. Uma versão estendida da faixa foi lançada posteriormente em 14 de setembro de 2018. A música atingiu o número 4 na parada Dance Club Songs da Billboard.

## Paradas
| Paradas Musicais (1979–1980)          | Melhor posição |
| ------------------------------------- | -------------- |
| Australia (Kent Music Report)         | 8              |
| Áustria (Ö3 Austria Top 75)           | 2              |
| Bélgica (Ultratop 50 de Flandres)     | 1              |
| Europe (Eurochart Hot 100)            | 1              |
| Finland (Suomen virallinen lista)     | 1              |
| Alemanha (Offizielle Deutsche Charts) | 3              |
| Irlanda (IRMA)                        | 1              |
| Japan (Oricon International Chart)    | 1              |
| Japan (Oricon Singles Chart)          | 17             |
| Países Baixos (Dutch Top 40)          | 2              |
| Países Baixos (Single Top 100)        | 2              |
| Nova Zelândia (Recorded Music NZ)     | 15             |
| Noruega (VG-lista)                    | 2              |
| South Africa (Springbok Radio)        | 16             |
| Suécia (Sverigetopplistan)            | 16             |
| Suíça (Schweizer Hitparade)           | 1              |
| Reino Unido (UK Singles Chart)        | 3              |